# Квирике (Кобулетский муниципалитет)
Квирике (груз. კვირიკე) — село в Грузии, на территории Кобулетского муниципалитета автономной республики Аджария.

## География
Село находится в юго-западной части Грузии, на берегах реки Кинкиша, к югу от реки Кинтриши, на расстоянии 1 километра (по прямой) к востоко-юго-востоку от города Кобулети, административного центра муниципалитета. Абсолютная высота — 299 метров над уровнем моря.

## Население
По результатам официальной переписи населения 2014 года, в Квирике проживал 1921 человек (975 мужчин и 946 женщин). В национальной структуре населения грузины составляли 99,6 %.
| Год  | Население, человек |
| ---- | ------------------ |
| 2002 | 2664               |
| 2014 | ↘ 1921             |